# Магомедов, Алигаджи Магомедалиевич
Алигаджи Магомедалиевич Магомедов (1982; Буйнакск, Дагестанская АССР, РСФСР, СССР) — российский боксёр, бронзовый призёр чемпионата России. Мастер спорта России международного класса. Аварец по национальности.

## Спортивная карьера
В марте 2006 года на проходящем чемпионате России в Ханты-Мансийске стал бронзовым призёром, уступив в полуфинале Геннадию Ковалёву.

## Достижения
- Чемпионат России по боксу 2006 — ;